# گلدن کاموی
گلدن کاموی (ژاپنی: ゴールデンカムイ هپبورن: Gōruden Kamui)یک مجموعه مانگای ژاپنی به نویسندگی و تصویرگری ساروتو نودا است. این مانگا به صورت سریالی‌شده در مجله سینن مانگای ویکلی یانگ جامپ به نام شوئیشا از اوت ۲۰۱۴ تا آوریل ۲۰۲۲ منتشر شد و تمام چپترها در سی و یک جلد تانکوبون جمع‌آوری شدند. این داستان دربارهٔ سایچی سوگیموتو، کهنه‌سرباز جنگ روسیه و ژاپن در اوایل قرن بیستم و تلاش او برای پیدا کردن گنجینه بزرگ از طلا متعلق به قوم آینو است. او در این مسیر با دختری جوان از قوم آینو به نام آسیرپا همراه می‌شود. زبان آینو در این داستان تحت نظر هیروشی ناکاگاوا، زبان‌شناس این زبان از دانشگاه چیبا بررسی شده است.
یک مجموعه انیمه اقتباسی توسط جه‌نو استودیو تولید شد و برای دو فصل از آوریل تا دسامبر ۲۰۱۸ پخش شد. فصل سوم از اکتبر تا دسامبر ۲۰۲۰ پخش شد. فصل چهارم توسط برینز بیس تولید شد و از اکتبر ۲۰۲۲ تا ژوئن ۲۰۲۳ پخش شد. ساخت فصل پنجم از آرک پایانی مانگا اعلام شده است. یک فیلم اقتباسی لایو اکشن از این مانگا در ژانویه ۲۰۲۴ در ژاپن اکران شد. یک اقتباس سینمایی لایو اکشن در ژانویه ۲۰۲۴ در سینماهای ژاپن به نمایش درآمد و داستان آن از اکتبر ۲۰۲۴ به صورت یک مجموعه تلویزیونی لایو اکشن ادامه پیدا کرد. این مانگا از سال ۲۰۱۶ توسط ویز مدیا برای انتشار به زبان انگلیسی مجوز گرفته است.
تا ژوئیه ۲۰۲۴، مانگای «گلدن کاموی» بیش از ۲۹ میلیون کپی فروخته است. این مانگا در سال ۲۰۱۶ برنده نهمین دوره جوایز مانگا تایشو و در سال ۲۰۱۸ برنده بیست و دومین دوره جایزه فرهنگی تزوکا اوسامو شد.

## برای مطالعهٔ بیشتر
- Oliveros, Marco (April 27, 2018). "The True History Behind Golden Kamuy". Anime News Network. Retrieved April 18, 2022.